# Криско
Кристиан Радославов Талев (болг. Кристиан Радославов Талев, более известен как Криско (болг. Криско); род. 11 мая 1988 года, София, Болгария) — болгарский рэпер, музыкальный продюсер и автор текстов.

## Биография и карьера
Кристиан Талев родился в Софии, вырос в Габрово в семье музыкантов. Ещё совсем в юном возрасте Кристиан начал участвовать в детских музыкальных программах. Окончил Априловскую гимназию в Гарбово, учился на отлично.
Свою музыкальную карьеру Кристиан начал ещё в 2004 году. Талев являлся участником одной музыкальной группы. Писал тексты песен для себя и других популярных болгарских певцов в стилях R&B и поп.
Кристиан учился на кинорежиссёра в Новом Болгарском Университете.
В 2008 году Криско работал звукорежиссёром на Радио 1. С 2009—2010 годы был музыкальным продюсером и исполнителем лейбла рэпера Спенс.
У Криско имеется собственная музыкальная студия «Krisko Beats». В основном он исполняет песни в стиле рэп, однако у него встречаются и элементы ритм-н-блюз и поп-музыки. Музыка и песни исполнителя стали получать большую популярность, начиная с 2010 года.
В 2016 году Криско и певец Слаткаристика из Македонии исполнили песню «Тик-так», которая получила огромную популярность в Болгарии и Республике Македонии.
Кристиана Стали называть Криско ещё его друзья в детстве. Талев и выбрал это прозвище для своей музыкальной карьеры.
Криско редко поёт о любви, но это ни сколько не мешает его карьере. Он является одним из самых известных певцов Болгарии.
Кристиан предпочитает не разглашать свою личную жизнь.

## Видеоклипы
| Год  | Название                | Партнёры             | Альбом           |
| ---- | ----------------------- | -------------------- | ---------------- |
| 2010 | Финанси                 | D-Flow               |                  |
| 2011 | Разрешена любов         |                      | Krisko Beats     |
| 2012 | Направи ме богат        |                      | Krisko Beats     |
| 2012 | Почивни дни             |                      | Krisko Beats     |
| 2012 | На никой не робувам     |                      | Krisko Beats     |
| 2012 | Кой ден станахме        | Ангел, Моисей        |                  |
| 2012 | Не дължа нищо           |                      |                  |
| 2013 | Министърът на веселието | Бобо, Лора Караджова |                  |
| 2013 | Идеал Петрофф           |                      |                  |
| 2013 | Drop Some               |                      |                  |
| 2014 | Било квот било          |                      |                  |
| 2014 | Видимо доволни          | Мария Илиева         |                  |
| 2014 | PrimeTime               | Hoodini              |                  |
| 2014 | Хората Говорят          |                      |                  |
| 2015 | Слагам край             | Миро, Невена         | Слагам Край — Ep |
| 2015 | Шапка ти свалям         | Ненчо Балабанов      |                  |
| 2015 | Ела И Си Вземи          | Гери-Никол           |                  |
| 2015 | Нашият Живот            | Бон-Бон              |                  |
| 2016 | Наздраве                |                      |                  |
| 2016 | Тик-так                 | Слаткаристика        |                  |
| 2016 | Дали това любов е       |                      |                  |